# Crusino I Sommaripa
Crusino I Sommaripa (fallecido en 1462) fue señor de las islas de Paros y más tarde Andros en el Ducado de Naxos.

## Biografía
Crusino era hijo de Gaspar Sommaripa y María Sanudo. Su madre era hija de la duquesa del Naxos Florencia Sanudo y su segundo marido Nicolás II Sanudo, y media hermana de Nicolás III dalle Carceri, el último duque de Naxos de la casa de Sanudo. En diciembre de 1371, recibió la isla de Andros como feudo, pero cuando Nicolás III fue asesinado en 1383 y Francisco I Crispo se convirtió en el nuevo duque, Andros le fue arrebatado. María fue compensada con la isla de Paros en 1389, con la condición de que se casara con el veronés Gaspar Sommaripa, un advenedizo políticamente insignificante. A través de la intervención de Venecia, María también sucedió a su medio hermano Nicolás III como señora de un tercio de la isla de Eubea.
Crusino era un hombre culto y un anticuario; entretuvo a su colega anticuario y erudito Ciriaco de Ancona, que visitaba Paros a menudo debido a sus famosas canteras de mármol, con presentaciones de estatuas antiguas que sus hombres habían excavado. En una ocasión incluso le regaló la cabeza y la pierna de una estatua antigua, que Ciriaco envió a un amigo, Andriolo Giustiniani-Banca de Quíos.
En 1440, recuperó el control de la posesión de Andros por parte de su madre, tras una decisión judicial veneciana. Le entregó la cercana isla de Antiparos a su yerno, Giovanni Loredan.